# Luigi Torchi
Luigi Torchi (Mordano, 7 novembre 1858 – Bologna, 18 settembre 1920) è stato un musicologo italiano.

## Biografia
Nato a Mordano, in provincia di Bologna nel 1858, Torchi studiò composizione all'Accademia Filarmonica di Bologna, al Conservatorio di Napoli con Paolo Serrao e in seguito in Francia e in Germania, dove beneficiò dell'insegnamento da parte di Salomon Jadassohn e Carl Reinecke a Lipsia. Contemporaneamente si dedicò anche allo studio della letteratura in Italia, dove tornò definitivamente nel 1884. Dal 1885 al 1891 insegnò storia della musica e fu bibliotecario al liceo musicale Gioachino Rossini di Pesaro, ove ebbe tra i suoi allievi Virginia Mariani Campolieti, e negli anni successivi fu insegnante di composizione al Liceo Musicale di Bologna. Dal 1894 al 1904 fu editore della Rivista musicale italiana, alla quale contribuì con diversi studi e articoli di critica.
Sposato con Teresina Marchesini, ebbe due figli, Steno Torchi (morto in giovane età per aver raccolto da terra una mina inesplosa) e Atte Torchi (16 luglio 1907 - 25 marzo 2002).
Passò gli ultimi anni della sua esistenza nella residenza estiva Villa Atte (dedicata alla figlia) situata nelle colline di Bazzano (BO).

## Opere
- La scuola romantica in Germania e i suoi rapporti coll'opera nazionale e colla musica, pp. 83, 91, 101 (1884)
- Riccardo Wagner: studio critico (1890)
- Canzoni ed arie italiane ad una voce nel secolo XVII, pp. 581-656 (1894)
- L'accompagnamento degl'istrumenti nei melodrammi italiani della prima metà del seicento, pp. 7-38 e 666-71 (1894)
- Robert Schumann e le sue “Scene tratte dal Faust di Goethe, pp. 381-419 (1895)
- La musica istrumentale in Italia nei secoli XVI, XVII e XVIII, vol. IV pp. 581-630 (1897), vol. V pp. 64-84, 281-320, 455-89 (1898), vol. VI pp. 255-88 e 693-726 (1899), vol. VII pp. 233-51 (1900), vol. VIII pp. 1-42 (1901)
- L'opera di Giuseppe Verdi e i suoi caratteri principali, pp. 297-325 (1901)
- I monumenti dell'antica musica francese a Bologna, pp. 451-505 e 575-615 (1906)
- L'arte musicale in Italia: pubblicazione nazionale delle più importanti opere musicali italiane dal secolo XIV al XVII, tratte da codici, antichi manoscritti ed edizioni primitive, scelte, trascritte in notazione moderna, messa in partitura ed annotate (1907)